# Chengdu Huandu CAC
Chengdu Huandu CAC ist eine Pkw-Reihe, die der ehemalige chinesische Automobilhersteller Chengdu Auto Works 1998 und 1999 in geringer Stückzahl produzierte. Die am weitesten verbreitete – und möglicherweise einzige serienmäßig hergestellte – Version war der Kombi Chengdu Huandu CAC 6430. Alle Modelle der Reihe basieren auf dem Morris Ital, den die British Leyland Motor Corporation von 1980 bis 1984 in Großbritannien gebaut hatte.

## Entstehungsgeschichte
Das in der Stadt Chengdu ansässige Staatsunternehmen Chengdu Auto Works begann 1980 mit der Produktion von Nutzfahrzeugen. Chengdu baute in den 1980er-Jahren unter anderem Kopien des Toyota ToyoAce, später auch eine Lizenzausgabe der vierten Generation des Isuzu Elf. Seit den 1980er-Jahren wurde die Modellbezeichnung Huandu verwendet. Der Ausstoß des als schlecht organisiert und ineffizient beschriebenen Werks war jahrzehntelang gering.
In den 1990er-Jahren versuchte Chengdu, mit europäischer Hilfe ins Pkw-Segment zu expandieren. Das Werk erwarb von der britischen Austin Rover Group, der Nachfolgerin der British Leyland Motor Corporation (BLMC), die Rechte an der Fertigung des Morris Ital, dessen Produktion in Großbritannien bereits 1984 beendet worden war. Der 1980 vorgestellte Ital war eine Abwandlung des Morris Marina von 1971 und galt in Großbritannien bereits bei seiner Präsentation als veraltet. BLMC hatte bereits in den späten 1980er-Jahren versucht, die Produktion des Ital in Pakistan fortzusetzen; diese Überlegungen ließen sich allerdings nicht umsetzen.
1993 konstruierte Austin Rover für Chengdu drei Prototypen. Alle drei Autos hatten die fünftürige Kombikarosserie des Ital Estate, einen älteren Vierzylindermotor aus dem Lieferwagen Freight Rover und ein handgeschaltetes Fünfganggetriebe, das im Original-Ital nicht erhältlich gewesen war.
In dieser Form ging das Auto allerdings nicht in die Serienfertigung. Nachdem Chengdu 1994 von der China FAW Group übernommen worden war, gab es technische Anpassungen an Modelle der FAW-Palette, die das Fahrwerk und die Motorisierung betrafen. Als das Auto 1998 schließlich auf den Markt kam, war es ein Hybrid, der die britische Ital-Karosserie mit chinesischer Antriebs- und Fahrwerkstechnik kombinierte.

## Beschreibung
Der Chengdu Huandu CAC hat eine selbsttragende Karosserie aus gepresstem Stahlblech. Ihre Konstruktion und ihre Form entsprechen den Aufbauten der von 1980 bis 1984 in Großbritannien gefertigten Ausführungen des Morris Ital. Sie geht auf den Morris Marina zurück, von dessen Karosserie sie sich nur durch Designdetails unterscheidet. Der Huandu CAC hat größere vordere Stoßfänger als der Ital. Sie reichen bis an die vorderen Radkästen heran und tragen vorn Nebelscheinwerfer.
Das Fahrwerk des Huandu CAC weicht von dem des Morris Ital ab. Der Huandu CAC nutzt die Aufhängung des Jiefang 1021, eines Pickup aus der FAW-Modellpalette, der seinerseits ein Nachbau des japanischen Toyota Hilux war. Wegen des abweichenden Fahrwerks ist der Huandu CAC etwa 15 cm höher als der Morris Ital.
Als Antrieb wurden zwei verschiedene Ottomotor-Typen aus dem Jiefang-Programm genutzt.
Die Autos der Huandu-CAC-Reihe haben im Gegensatz zum Ausgangsmodell Linkslenkung.

## Modelle

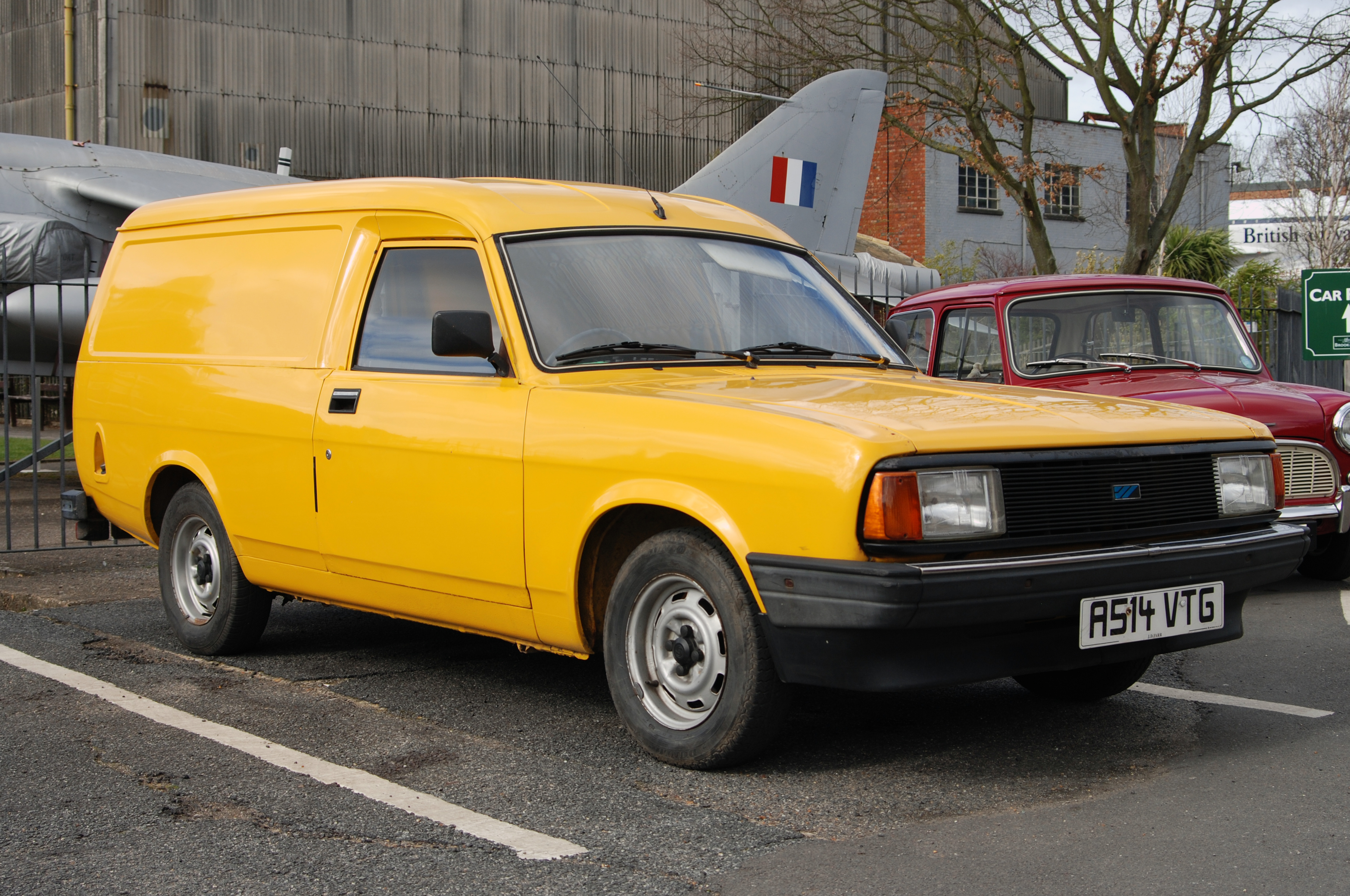
Basis für den CAC 5020 XHG: Morris Ital Van

Chengdu kündigte 1998 vier verschiedene Karosserievarianten des Huandu CAC an:
- CAC 6430: fünftüriger Kombi
- CAC 5020 XHG: zweitüriger Van mit erhöhtem Dach ohne hintere Seitenfenster
- CAC 5026 XHG: zweitüriger Van mit erhöhtem Dach und mit hinteren Seitenfenstern
- CAC 1020: zweitüriger Pickup mit kurzem Fahrerhaus für zwei Personen.

Außerdem gab es Absichtserklärungen zu einer viertürigen Stufenhecklimousine mit der Karosserie des Ital Saloon, allerdings bestehen in den verfügbaren Quellen erhebliche Zweifel daran, dass diese Version jemals produziert wurde.

## Produktion
Die Rohkarosserien für alle in China gebauten Huandu CAC kamen aus Großbritannien. Der Zusammenbau der Einzelteile erfolgte in China unter Einsatz von Handarbeit.
Der Huandu CAC wurde nur etwa ein Jahr lang produziert. 1998 kam das Modell auf den Markt. Im Mai 1999 wurde das Werk – möglicherweise nach betrügerischer Insolvenz – geschlossen; die Fertigung des Huandu CAC endete daraufhin.
Es gibt nur unvollständige Zahlen zum Produktionsumfang. Bekannt ist lediglich, dass 1998 insgesamt 148 Fahrzeuge vom Typ CAC 6430 (fünftüriger Kombi) gebaut wurden. Für die übrigen Varianten sowie für das Jahr 1999 wurden keine Zahlen veröffentlicht. Es gibt Vermutungen, dass keine anderen Versionen als der CAC 6430 in Serie gefertigt wurden.